# Minahasa

Bandera minahasa

Los minahasas son un grupo étnico presente en Indonesia. La población de este grupo se concentra en las provincias de Gorontalo y Célebes Septentrional. Después del contacto con los colonizadores portugueses y holandeses, la población adoptó el cristianismo. Hoy el 95 % de los minahasas son cristianos.
El idioma minahasa es el malayo minahasa, similar al indonesio, idioma oficial del país. El malayo minahasa contiene muchas palabras de origen portugués y neerlandés. Como en castellano, no existe el schwa. Su entonación recuerda al portugués o el italiano.
Algunas palabras de origen portugués son:
- fastiu = fastidioso
- capeo (pronunciado chapeo) = gorra
- sombar = sombra
- suar = sudor, sudar
- tasono = dormirse (como sueño en castellano)
- paitua = marido (portugués pai)
- maetua = mujer (portugués mäe tua)
- kadera = silla

- Datos: Q1936223